# Apostolos Angelis
Apostolos Angelis (griechisch Απόστολος Αγγελής, * 24. Juni 1993 in Ioannina) ist ein griechischer Biathlet und Skilangläufer.
Apostolos Angelis gab 2009 in Ridnaun sein internationales Debüt im Rahmen des IBU-Cups. In seinem ersten Sprint wurde er 131., zugleich seine bislang beste Platzierung in der Rennserie. Es folgten die Juniorenweltmeisterschaften 2011 in Nové Město na Moravě, wo er 98. des Einzels und 93. des Sprints wurde. Erste internationale Meisterschaften bei den Männern wurden die Europameisterschaften 2012 in Osrblie. Der Grieche wurde in der Slowakei 64. des Einzels und 77. des Sprintrennens. Seit 2010 nimmt Angelis auch an Skilanglaufwettbewerben der FIS teil. Bei den nordischen Skiweltmeisterschaften 2013 im Val di Fiemme belegte er den 108. Platz im Sprint und den 106. Rang über 15 Kilometer Freistil. Bei den Olympischen Winterspielen 2014 in Sotschi erreichte er den 74. Platz im Sprint. Er nahm auch an den Olympischen Winterspielen 2018 in Pyeongchang teil und kam beim 15 Kilometer Freistil auf den 81. Rang. Beim Sprint belegte er in Pyeongchang den 74. Platz.
2021 nahm Angelis an den Nordischen Skiweltmeisterschaften in Oberstdorf teil und konnte über 15 Kilometer Freistil den 77. Rang erreichen. Im Team Sprint Final belegte er zusammen mit Georgios Anastasiadis den 31. Rang.
Angelis nahm an den Olympischen Winterspielen 2022 in Peking teil und erreichte im Sprint mit 3:20,87 Minuten den 83. Platz. Er war außerdem zusammen mit Maria Danou Fahnenträger Griechenlands bei der Eröffnungsfeier.

## Statistiken

### Weltcupplatzierungen
Die Tabelle zeigt alle Platzierungen (je nach Austragungsjahr einschließlich Olympische Spiele und Weltmeisterschaften).
- 1.–3. Platz: Anzahl der Podiumsplatzierungen
- Top 10: Anzahl der Platzierungen unter den ersten zehn (einschließlich Podium)
- Punkteränge: Anzahl der Platzierungen innerhalb der Punkteränge (einschließlich Podium und Top 10)
- Starts: Anzahl gelaufener Rennen in der jeweiligen Disziplin
- Staffel: inklusive Mixed- und Single-Mixed-Staffeln

| Platzierung                    | Einzel | Sprint | Verfolgung | Massenstart | Staffel | Gesamt |
| ------------------------------ | ------ | ------ | ---------- | ----------- | ------- | ------ |
| 1. Platz                       |        |        |            |             |         |        |
| 2. Platz                       |        |        |            |             |         |        |
| 3. Platz                       |        |        |            |             |         |        |
| Top 10                         |        |        |            |             |         |        |
| Punkteränge                    |        |        |            |             |         |        |
| Starts                         | 14     | 39     |            |             |         | 53     |
| Stand: nach der Saison 2022/23 |        |        |            |             |         |        |